# High School Musical: The Musical: The Series: The Soundtrack
High School Musical: The Musical: The Series: The Soundrack je soundtrack k televiznímu seriálu High School Musical: The Musical: The Series, které bylo vydáno 10. ledna 2020 nahrávacím studiem Walt Disney Records. Samotná hudba byla distribuována společně s premiérou seriálu 12. listopadu 2019 na Disney+.
Soundtrack seriálu obsahuje nové písně a zároveň přezpívané písně z originálního filmu High School Musical.

## Kompozice písní
Tvůrce seriálu Tim Federle přišel s nápadem doplnit původní písně filmu s jednou novou písní v každé epizodě. První série tak obsahuje 10 nových originálních písní.
Soundtrack obsahuje 7 nově přezpívaných písní z původního filmu: "Start of Something New", "What I've Been Looking For", "Breaking Free", "Stick to the Status Quo", "Bop to the Top", "When There Was Me and You" a "We're All in This Together". Steve Vincent, který pracoval na originálních filmech, sloužil jako hudební supervizor pro seriál a získal několik skladatelů, pro nové písně. Herečka Olivia Rodrigová složila pro seriál píseň "All I Want" a společně s hercem Joshuou Bassettem složila píseň "Just for a Moment".

## Vydání alba

### Vydání
První píseň ze soundtracku "The Medley, the Mashup" byla vydána jako singl 1. listopadu 2019 společně s videem na Youtube kanále DisneyMusicVEVO. Píseň je prezentována jako mashup písní z původního filmu.
Předobjednávky soundtracku byly otevřeny 8. listopadu 2019. Jako směřování k vydání alba byly vybrané písně každý týden zveřejňovány společně s epizodami seriálu, ve kterých se objevily.

### Živá vystoupení
Herci obsazení v seriálu High School Musical: The Musical: The Series vystupovali živě s písněmi "Start of Something New" a "We're All in This Together" na D23 Expu 23. srpna 2019, a poté v televizním pořadu Good Morning America 8. listopadu 2019.

## Ohlasy
Megan Vick na webu TV Guide pochválila zpěv Rodrigo a Julie Lester v písni "Wondering".

## Seznam skladeb
| Seznam skladeb z High School Musical: The Musical: The Series | Seznam skladeb z High School Musical: The Musical: The Series | Seznam skladeb z High School Musical: The Musical: The Series | Seznam skladeb z High School Musical: The Musical: The Series          | Seznam skladeb z High School Musical: The Musical: The Series |
| Pořadí                                                        | Název                                                         | Autor                                                         | Autor textu                                                            | Délka                                                         |
| ------------------------------------------------------------- | ------------------------------------------------------------- | ------------------------------------------------------------- | ---------------------------------------------------------------------- | ------------------------------------------------------------- |
| 1.                                                            | I Think I Kinda, You Know (Nini verze)                        | Olivia Rodrigová                                              | Michael Weiner, Alan Zachary                                           | 1:16                                                          |
| 2.                                                            | Start of Something New (Nini verze)                           | Rodrigo                                                       | Metthew Gerrard, Robbie Nevil                                          | 1:41                                                          |
| 3.                                                            | I Think I Kinda, You Know (Ricky verze)                       | Joshua Bassett                                                | Weiner, Zachary                                                        | 1:57                                                          |
| 4.                                                            | Start of Something New (E.J. verze)                           | Matt Cornett                                                  | Gerrard, Nevil                                                         | 0:36                                                          |
| 5.                                                            | Start of Something New (Gina verze)                           | Sofia Wylie                                                   | Gerrard, Nevil                                                         | 1:18                                                          |
| 6.                                                            | I Think I Kinda, You Know (duet)                              | Rodrigo, Bassett                                              | Weiner, Zachary                                                        | 2:52                                                          |
| 7.                                                            | Wondering                                                     | Julia Lester, Rodrigo                                         | Josh Cumbee, Jordan Powers                                             | 3:45                                                          |
| 8.                                                            | Wondering (Ashlyn & Nini piano verze)                         | Lester], Rodrigo                                              | Cumbee, Powers                                                         | 2:30                                                          |
| 9.                                                            | Stick to the Status Quo (zkouška)                             | herci HSMTMTS                                                 | David Lawrence, Faye Greenberg                                         | 0:43                                                          |
| 10.                                                           | A Billion Sorrys                                              | Cornett                                                       | Jeannie Lurie, Gabriel Mann                                            | 1:48                                                          |
| 11.                                                           | What I've Been Looking For (Nini & E.J. verze)                | Rodrigo, Cornett                                              | Andy Dodd, Adam Wats                                                   | 2:05                                                          |
| 12.                                                           | All I Want                                                    | Rodrigo                                                       | Rodrigo                                                                | 2:57                                                          |
| 13.                                                           | Bop to the Top (Nini & Kourtney verze)                        | Rodrigo, Dara Reneé                                           | Randy Petersen, Kevin Quinn                                            | 0:35                                                          |
| 14.                                                           | Born to Be Brave                                              | Herci HSMTMTS                                                 | Tona Litvin, Doug Rockwell                                             | 3:09                                                          |
| 15.                                                           | When There Was Me and You (Ricky verze)                       | Bassett                                                       | Jamie Houston                                                          | 1:38                                                          |
| 16.                                                           | Truth, Justice and Songs in Our Key                           | Herci HSMTMTS                                                 | Lurie, Mann                                                            | 2:17                                                          |
| 17.                                                           | Out of the Old                                                | Rodrigo                                                       | Cumbee Powers                                                          | 2:48                                                          |
| 18.                                                           | Role of a Lifetime (ft. Lucas Grabeel)                        | Kate Reinders, Lucas Grabeel                                  | Lurie, Mann                                                            | 3:07                                                          |
| 19.                                                           | Get'cha Head in the Game                                      | Herci HSMTMTS                                                 | Raymond Cham, Greg Cham, Andrew Seeley                                 | 2:21                                                          |
| 20.                                                           | Stick to the Status Quo (představení)                         | Herci HSMTMTS                                                 | Lawrence, Greenberg                                                    | 1:57                                                          |
| 21.                                                           | Just for a Moment                                             | Bassett, Rodrigo                                              | Bassett, Rodrigo, Dan Book                                             | 3:17                                                          |
| 22.                                                           | Breaking Free (Nini, Ricky & E.J. verze)                      | Rodrigo, Bassett, Cornett                                     | Houston                                                                | 2:37                                                          |
| 23.                                                           | We're All in This Together (herci)                            | Herci HSMTMTS                                                 | Gerrard, Nevil                                                         | 3:52                                                          |
| 24.                                                           | We're All in This Together (za oponou)                        | Herci HSMTMTS                                                 | Gerrard, Nevil                                                         | 3:52                                                          |
| 25.                                                           | I Think I Kinda, You Know (akustická video verze)             | Herci HSMTMTS                                                 | Weiner Zachary                                                         | 2:48                                                          |
| 26.                                                           | Wondering (akustická video verze)                             | Herci HSMTMTS                                                 | Cumbee, Powers                                                         | 3:42                                                          |
| 27.                                                           | Born to Be Brave (akustická video verze)                      | Herci HSMTMTS                                                 | Litvin, Rockwell                                                       | 3:24                                                          |
| 28.                                                           | We're All in This Together (akustická video verze)            | Herci HSMTMTS                                                 | Gerrard, Nevil                                                         | 3:51                                                          |
| 29.                                                           | The Medley, the Mashup                                        | Herci HSMTMTS                                                 | R. Cham, G. Cham, Gerrard, Greenberg, Houston, Lawrence, Nevil, Seeley | 2:57                                                          |
| 30.                                                           | We're All in This Together (zpěv Wildcats)                    | Herci HSMTMTS                                                 | Gerrard, Nevil                                                         | 0:35                                                          |
| Celková délka:                                                | Celková délka:                                                | Celková délka:                                                | Celková délka:                                                         | 1:10:44                                                       |

## Pozice v žebříčcích
| Žebříček (2020)                  | Nejvyšší pozice |
| -------------------------------- | --------------- |
| Australian Digital Albums (ARIA) | 22              |
| Canadian Albums (Billboard)      | 38              |
| US Billboard 200                 | 31              |